# Разговор книгопродавца с поэтом
«Разговор книгопродавца с поэтом» — стихотворение А. С. Пушкина, написанное 6 сентября 1824 года в усадьбе «Михайловское». Впервые было напечатано в 1825 году как предисловие к роману «Евгений Онегин». Интересно авторское примечание к первому изданию стихотворения:
«Заметим, для щекотливых блюстителей приличий, что Книгопродавец и Поэт оба лица вымышленные. Похвалы первого не что иное, как светская вежливость, притворство, необходимое в разговоре, если не в журнале».
Стихотворение нашего времени и первых изданий отличаются в пяти местах. Например, из писем Пушкина к Вяземскому можно узнать, что строка «Пускай их юноша поёт» была в первых изданиях «Пускай их Шаликов поёт»..
Строки:
«Не продаётся вдохновенье,
Но можно рукопись продать»
стали крылатыми для обозначения того, что свобода творчества не противоречит коммерческому интересу творца.

## Анализ произведения
Стихотворение построено на диалоге Поэта с Книгопродавцем. По умозаключению Б. В. Томашевского, данное произведение является прощанием с романтизмом, которое также можно увидеть в стихотворении «К морю».
Интересна мысль о том, что данный диалог является размышлением двух сторон сознания Пушкина, то есть поэт согласен с обоими героями произведения. Е. А. Маймин весьма ёмко определил суть стихотворения:
«В лирическом диалоге излагается довольно цельная концепция поведения поэта в современном мире, основанном на торгово-денежных отношениях».
Б. В. Томашевский видит драматизм произведения, который заключён в двух «объективированных образах»: Поэта, сознание которого возвышено, а образ идеализирован, и Книгопродавеца, который стал воплощением «рационалистического представления о мире». Через Книгопродавца поэт извещает нас, что пришёл к пониманию действительности с товарно-денежными отношениями.
Последняя реплика Поэта, которая уже является прозаической, крушит поэтическое мировоззрение романтика и идеалиста. Поэт соглашается на данный вид отношений(товарно-денежный):
«Вы совершенно правы. Вот вам моя рукопись. Условимся.»
А. М. Гуревич, анализируя последнюю реплику Поэта, пишет: «Не видя ничего лучнего, Поэт вынужден, именно вынужден перейти на язык этой презренной прозы и в буквальном, и в переносном смысле слова…»
О. Б. Лебедева отмечает, что в диалог Книгопродавца с Поэтом через многочисленные литературные ассоциации и автореминисценции (неявное самоцитирование) вступает сам Пушкин. Исследователь приводит многочисленные отсылки к творчеству Жуковского и Байрона, она отмечает, что данные имена важны для понимания концепции диалога.

## Критика
А. А. Бестужевым в статье «Взгляд на русскую словесность в течение 1824 и начале 1825 годов» назвал данное произведение «счастливым подражанием Гёте» (имеется в виду произведение «Пролог в театре», где разговор о зависимости поэтического творчества ведут трое: Поэт, Директор и Комический актёр). Я. Л. Левкович не соглашается с таким категоризмом, заключая, что «Книгопродавец не посягал на творческую свободу поэта, а всего лишь покупал продукт вдохновения, готовую рукопись, тем самым наставляя поэта на путь практицизма».
Е. А. Маймин отмечает, что главные достоинства произведения заключены в «поэтических мыслях и образах, которые только внешне подчинены основному сюжету стихотворения и которые возникают в нём как бы непроизвольно.» А. А. Григорьев не видит ничего душевнее данного произведения: «Ничего во всей лирической поэзии нельзя найти задушевнее стиха, как будто случайно вырвавшегося из сердца поэта в разговоре с книгопродавцем: „Вся жизнь — одна ли, две ли ночи“».
Н. В. Измайнов, как и многие, отмечает, что произведение явилось в своё время «декларацией отказа Пушкина от романтического взгляда на сущность и задачи поэтического творчества».Измайлов Н. В. — Лирические циклы в поэзии Пушкина конца 20—30-х годов. Часть 3.
```
«Но Разговор с книгопродавцем верх ума, вкуса и вдохновения. Я уж не говорю о стихах: меня убивает твоя логика. Ни один немецкий профессор не удержит в пудовой диссертации столько порядка, не поместит столько мыслей и не докажет так ясно своего предложения. Между тем какая свобода в ходе! Увидим, раскусят ли это наши классики?», — подмечает 
П. А. Плетнёв
 в письме к 
Пушкину
.
[
12
]
```